# Nanhe, Gansu
Nanhe är en köping i nordvästra Kina. Den ligger i Dangchang härad i staden Longnan i provinsen Gansu, omkring 220 kilometer söder om provinshuvudstaden Lanzhou. Antalet invånare är 6 625. Befolkningen består av 3 177 kvinnor och 3 448 män. Barn under 15 år utgör 19,0 %, vuxna 15-64 år 71 %, och äldre över 65 år 8,0 %.